# 57-ма Премія мистецтв Пексан
57-ма Церемонія Премії мистецтв Пексан (кор. 제57회 백상예술대상) — відбулася в Кояні (KINTEX) 13 травня 2021 року. У Південній Кореї премія транслювалася на телеканалі jTBC, а глобально — у TikTok. Ведучими були Сін Тон Йоп, Пе Сюзі.

## Номінанти та переможці
Повний список номінантів та переможців. Переможці виділені жирним шрифтом та подвійним хрестиком ().

### Кіно
| Тесан (Велика нагорода) - Лі Чун Ік (режисер) — «Книга риби» | Найкращий фільм - «Клас англійської мови компанії Самджін» - «Рухаємось далі» - «Визволи нас від зла» - «Голос мовчання» - «Книга риби» |
| Найкраща режисерська робота - Хон Ий Джон — «Голос мовчання» - Хон Вон Чхан — «Визволи нас від зла» - Лі Чон Пхіль — «Клас англійської мови компанії Самджін» - Лі Чун Ік — «Книга риби» - Юн Тан Бі — «Рухаємось далі»                                                               | Найкращий режисерський дебют - Юн Тан Бі — «Рухаємось далі» - Пак Чі Ван — «День, коли я померла: Незакрита справа» - Лі Чхон Хьон — «Дзвінок із минулого» - Лім Сон Е — «Стара пані» - Хон Ий Джон — «Голос мовчання» |
| Найкраща чоловіча роль - Ю А Ін — «Голос мовчання» як Тхе Ін - Пьон Йо Хан — «Книга риби» як Чхан Те - Соль Кьон Ґу — «Книга риби» як Чон Як Джон - Лі Чон Че — «Визволи нас від зла» як Рей - Чо Чін Ун — «Я і я» як Пак Хьон Ґу                                                     | Найкраща жіноча роль - Чон Чон Су — «Дзвінок із минулого» як О Йон Сук - Ко А Сон — «Клас англійської мови компанії Самджін» як Лі Ча Йон - Кім Хє Сон — «День, коли я померла: Незакрита справа» як Хьон Су - Мун Со Рі — «Три сестри» як Мі Йон - Є Су Джон — «Стара пані» як Сім Хьо Джон                                                                         |
| Найкраща чоловіча роль другого плану - Пак Чон Мін — «Визволи нас від зла» як Ю І - Ку Кьо Хван — «Потяг до Пусана 2. Півострів» як капітан Со - Сін Чон Ґин — «Сталевий дощ 2: Саміт» як Чан Кі Сок - Ю Че Мьон — «Голос мовчання» як Чхан Бок - Хо Чун Хо — «Невинність» як мер Чху | Найкраща жіноча роль другого плану - Кім Сон Йон — «Три сестри» як Хі Сук - Пе Чон Ок — «Невинність» як Чхе Хва Джа - Лі Ре — «Потяг до Пусана 2. Півострів» як Чун І - Ісом — «Клас англійської мови компанії Самджін» як Чон Ю На - Лі Чон Ин — «День, коли я померла: Незакрита справа» як Сунчхондек                                                             |
| Найкращий акторський дебют (чоловіки) - Хон Ґьон — «Невинність» як Чон Су - Кім То Юн — «Потяг до Пусана 2. Півострів» як Чхоль Мін - Рю Су Йон — «Сталевий дощ 2: Саміт» як капітан Пек Ту Хо - Пак Син Джун — «Рухаємось далі» - Лі Пон Ґин — «Співак» як Хак Ґю                    | Найкращий акторський дебют (жінки) - Чхве Чон Ун — «Рухаємось далі» як Ок Джу - Пак Со І — «Визволи нас від зла» як Ю Мін - Сін Хє Сон — «Невинність» як Ан Чон Ін - Чан Юн Джу — «Три сестри» як Мі Ок - Крістал Чон — «Більше ніж сім'я» як Тхо Іль |
| Найкращий сценарій - Пак Чі Ван — «День, коли я померла: Незакрита справа» - Кім Се Ґьом — «Книга риби» - Юн Тан Бі — «Рухаємось далі» - Лі Чон Пхіль — «Клас англійської мови компанії Самджін» - Хон Ий Джон — «Голос мовчання»                                                     | Технічна нагорода - Чон Сон Джін, Чон Чхоль Мін (візуальні ефекти) — «Космічні чистильники» - Лі Ий Тхе (операторська робота) — «Книга риби» - Лі Чон Хьон, Чхве Че Чхон, Чон Хван Су (візуальні ефекти) — «Потяг до Пусана 2. Півострів» - Чан Кин Йон (робота артдиректора) — «Космічні чистильники» - Хон Кьон Пхьо (операторська робота) — «Визволи нас від зла» |

### Телебачення
| Тесан (Велика нагорода) - Ю Че Сук (учасник розважальної програми) - «Монстр: По той бік зла» (серіал) (JTBC) | |
| Найкращий серіал - «Монстр: По той бік зла» (JTBC) - «Нормально бути ненормальним» (tvN) - «Квітка зла» (tvN) - «Моя несхожа родина» (tvN) - «Позашкільна освіта» (Netflix) | Найкраща режисерська робота - Кім Чхоль Ґю — «Квітка зла» - Квон Йон Іль — «Моя несхожа родина» - Кім Хі Вон — «Вінченцо» - Пак Сін У — «Нормально бути ненормальним» - Сім На Йон — «Монстр: По той бік зла» |
| Найкраща розважальна програма - «Провести час з Ю» (MBC) - «Три мурахи» (KakaoTV) - «Заспівай знову (JTBC) - «Вікторина Ю у кварталі» (tvN) - «Сцена легенд — Архів К» (SBS) | Найкраща освітня програма - «Проєкт з архівування сучасної Кореї: 2 сезон» (KBS) - «Архітектурне дослідження — Будинок: 3 сезон» (EBS) - «Історія про день, коли ви вкусили свій хвіст» (SBS) - «Допитливий клас» (JTBC) - «Битва століття: ШІ проти людини» (SBS) |
| Найкраща чоловіча роль - Сін Ха Ґьон — «Монстр: По той бік зла» як Лі Тон Сік - Кім Су Хьон — «Нормально бути ненормальним» як Мун Кан Тхе - Сон Чжун Кі — «Вінченцо» як Вінченцо Кассано - Ом Кі Джун — «Пентхаус» як Чу Тан Тхе/пан Пек - Лі Джун Гі — «Квітка зла» як Пек Хі Сон/То Хьон Су                                                   | Найкраща жіноча роль - Кім Со Йон — «Пентхаус» як Чхон Со Джін - Кім Со Хьон — «Річка, де місяць сходить» як Принцеса Пхьонґан/Йом Ка Джін/королева Йом - Со Є Чі — «Нормально бути ненормальним» як Ко Мун Йон - Сін Хє Сон — «Містер Королева» як Кім Со Йон, королева Чхорін - Ом Чі Вон — «Центр піклування за народжуваністю» як О Хьон Джін                              |
| Найкраща чоловіча роль другого плану - О Чон Се — «Нормально бути ненормальним» як Мун Сан Тхе - Кім Сон Хо — «Стартап» як Хан Чі Пхьон - Кім Чі Хьон — «Квітка зла» як Пек Хі Сон - Лі Хі Джон — «Миша» як Ко Му Чхі - Чхве Те Хун — «Монстр: По той бік зла» як Пак Чон Дже                                                                    | Найкраща жіноча роль другого плану - Йом Хє Ран — «Феноменальні чутки» як Чху Ме Ок - Пак Ха Сон — «Центр піклування за народжуваністю» як Чо Ин Джон - Сін Ин Ґьон — «Пентхаус» як Кан Ма Рі - Чан Йон Нам — «Нормально бути ненормальним» як Пак Хен Джа - Чха Чхон Хва — «Містер Королева» як придворна дама Чхве                                                           |
| Найкращий акторський дебют (чоловіки) - Лі До Хьон — «Знову 18» як Хон Те Йон (в юності)/Ко У Йон - Кім Йон Де — «Пентхаус» як Чу Сок Хун - На Ін У — «Річка, де місяць сходить» як Он Даль - Нам Юн Су — «Позашкільна освіта» як Квак Кі Тхе - Сон Кан — «Милий дім» як Чха Хьон Су                                                             | Найкращий акторський дебют (жінки) - Пак Чу Хьон — «Позашкільна освіта» як Пе Кю Рі - Кім Хьон Су — «Пентхаус» як Пе Ро На - Пак Кю Йон — «Милий дім» як Юн Чі Су - Лі Чу Йон — «Таймс» як Со Чон Ін - Чхве Сон Ин — «Монстр: По той бік зла» як Ю Че І |
| Найкращий учасник розважальної програми - Лі Син Ґі — «Господар у будинку», «Попався!», «Заспівай знову», «Twogether» - Мун Се Юн — «2 дні і 1 ніч», «Смачні хлопці» - Сін Тон Йоп — «Безсмертні пісні: Співати легенди», «Мій маленький старий хлопчик» - Ю Че Сок — «Провести час з Ю», «Шосте відчуття» - Чо Се Хо — «Вікторина Ю у кварталі» | Найкраща учасниця розважальної програми - Чан То Йон — «Я живу один», «Не будьте першим!» - Кім Сук — «Де мій дім?», «Надокучливі коханці» - Сон Ин І — «Хай живе незалежність», «Проблемна дитина в будинку» - Джедже — «Хай живе незалежність», «Таємничий клас старшої школи для дівчат» - Хон Хьон Хі — «Погляд, що все знає та заважає», «Мої золоті діти»                |
| Найкращий сценарій - Кім Су Джін — «Монстр: По той бік зла» - Кім Ин Джон — «Моя несхожа родина» - Ю Чон Хі — «Квітка зла» - Чо Йон — «Нормально бути ненормальним» - Ха Мьон Хі — «Записки юності» | Технічна нагорода - Чо Сан Ґьон (дизайн костюмів) — «Нормально бути ненормальним» - Лі Пьон Джу (візуальні ефекти) — «Милий дім» - Чан Чон Ґьон (операторська робота) — «Монстр: По той бік зла» - Чхве Чон Юн (музика) — «Сцена легенд — Архів К» - Команда з візуальних ефектів Центру з дизайну MBC (віртуальна реальність) — «Документалка VR: Зустріч із людьми: 2 сезон» |

### Театр
| П'єса Пексан - «Ми (не) жартуємо» (п'єса) (Театральна компанія Кикдан) - «Голови зі шляпами із ієрогліфами» (п'єса) (Театральна компанія Тон) - «Історія Ван Со Ґе» (п'єса) (Театральна компанія Педа) - Юн Хє Сон (режисер) — «Висохла земля» - Лі Ян Ґу (сценарист) — «Неминуча завіса, на іншій дорозі» | Найкраща коротка п'єса - Чон Чін Се (режисер і сценарист) — «Університетський кваліфікаційно-академічний іспит на знання 2021, що інтегрований у зону соціального дослідження» - Ко Чу Йон (планування) — «Практика у драмі 3: Практика написання п'єси: Смерть із рибою» - Кім Пхун Ньон (режисер і сценарист) — «Подряпав своє коліно та мої пахва болять» - «Я не вибачаюся, якщо це боляче» (п'єса) (Театральна компанія Таринмомдиль) - «Доньки Меґалії 2020» (п'єса) (Театральна компанія Медуза) |
| Найкраща чоловіча роль - Чхве Сун Джін — «Ми (не) жартуємо» - Пак Ван Ґю — «Закінчення Фауста» - Ан Пьон Сік — «Спортивний купальник XXL і ручне дзеркало від Анна Суі» - Лі Сан Хон — «Трагедія X» | Найкраща жіноча роль - Лі Пон Рьон — «Гамлет» - Кім Мун Хі — «Голови зі шляпами із ієрогліфами» - Кім Чон Ин — «Художник» - Чо Кьон Ран — «Ми (не) жартуємо» - Чхве Хі Джін — «Любовний лист до Сталіна» |

### Особливі нагороди
| Нагороди                                       | Отримувач  |
| ---------------------------------------------- | ---------- |
| Нагорода за популярність (чоловіки) від TikTok | Кім Сон Хо |
| Нагорода за популярність (жінки) від TikTok    | Со Є Чі    |

## Виступи
| Виконавець                | Виступ                                                                 | Прим.  |
| ------------------------- | ---------------------------------------------------------------------- | ------ |
| Чхве Пек Хо та Лі То Хьон | «Two Hands, to You (feat. Чхве Пек Хо)» (두 손, 너에게 (Feat. 최백호)) | [ 10 ] |